# Vărăști (gmina)
Vărăști – gmina w Rumunii, w okręgu Giurgiu. Obejmuje miejscowości Dobreni i Vărăști. W 2011 roku liczyła 6317 mieszkańców. 